# 九龍建業
九龍建業有限公司（英語：Kowloon Development Company Limited，港交所：34），簡稱九龍建業或九建，是一家在香港交易所上市的地產發展商。主要業務是物業投資及發展、財資及投資及其他業務。同時持有保利達資產控股有限公司（港交所：0208）股權。
公司在香港註冊，主席及大股東是柯為湘。

## 董事會
執行董事
- 柯為湘先生（主席），持股 70.63%
- 黎家輝先生，持股 0.06%
- 柯沛鈞先生
- 林勇禧先生

非執行董事
- 吳志文女士
- 楊國光先生，持股 0.02%

獨立非執行董事
- 李國星先生
- 陸恭正先生，持股 0.12%
- 司徒振中先生
- David John Shaw先生，持股 0.02%

## 歷史
- 1961年1月24日，當時控有九龍巴士主要股權的台山伍兆燦家族、雷瑞德家族等合股創立九龍建業有限公司。
- 1982年，創立附屬公司金公主娛樂事業有限公司。
- 1995年，作介紹形式在香港交易所主板上市。
- 2001年，被柯為湘持有的澳門保利達集團收購。
- 2005年11月，收購負債纍纍的金盾集團（現稱保利達資產控股）。
- 2012年2月，強制拍賣大角嘴福澤街12-22號仁利大廈，在沒有對手的情況下，成功以底價3.3305億元奪得，統一物業業權，平均每方呎樓面地價約4,730元。
- 2012年4月，強制拍賣紅磡環景街15-17號、19-21號、23號及環順街16-18號、20-22號、24-26號。
- 2012年12月28日九建(00034)以4.2億元沽出商場2樓全層，建築面積56228方呎，呎價7,470元。
- 2013年4月10日，九龍建業持有約97%業權的紅磡環景街11及13號及環順街12及14號在在沒有對手的情況下，成功以底價7,570萬元奪得，統一物業業權。
- 2013年10月18日，九建建業透過分批強拍收購的紅磡環字街重建項目，隨着最後兩個物業17日分別以底價8,370萬元及6,380萬元售出，九建終於成功統一整個項目業權。根據九建官方網頁，項目預計地盤面積一共43,465方呎，可建總樓面約364,900方呎，屬九建系內香港最大型發展地盤。總作價10.03億元。
- 2013年12月24日，土地註冊處資料顯示，西營盤薄扶林道47號及毗鄰的薄扶林道49-55號，於上月底分別以1.552億及2.4053億元易手，並於同日完成簽署臨時及正式買賣合約，作價合共約3.96億元。上述兩宗交易登記買家均為富高發展，董事包括黎家輝、柯沛鈞及楊國光，為九建之執行及非執行董事。
- 2018年12月15日, 九龍建業旗下的"Soda Mall"(「首達百貨」)於始創中心的旗艦店開幕, 集團首次進軍零售業。
- 2019年8月11日，九龍建業間接全資附屬公司聯偉管理有限公司以521萬港元向獨立第三方收購宜居顧問服務7.9%股權，完成後，九龍建業將持有宜居顧問服務56.9%股權。

## 住宅
- 恆安閣
- 西環北街，采逸軒
- 堅尼地城加惠民道，怡峯
- 太子道西，栢德豪廷
- 元朗唐人新村路，采茵軒
- 西環般咸道63號，采文軒
- 長沙灣元州街，美居中心
- 中環西半山，羅便臣道31號
- 觀塘功樂道，海天園
- 中環伊利近街，伊利閣
- 北角明園西街，曉峯
- 深水埗西洋菜北街468號，景怡峯
- 堅尼地城，加多近山
- 大角咀福澤街，奧城·西岸
- 旺角染布房街，麥花臣匯
- 田灣登豐街，登峰·南岸
- 紅磡崇安街23號，環海·東岸，共提供1,008伙
- 西營盤薄扶林道45至65A號，薄扶林道63號，共提供350伙
- 牛池灣清水灣道35號聖若瑟安老院商住重建項目，已獲屋宇署批建 5幢59至62層高商住物業，總樓面約216萬方呎，可提供約2120個單位
- 將軍澳石角路1號，海茵莊園，共提供約1,556個單位
- 油塘鯉魚門徑，海傲灣（One East Coast）由兩座住宅大樓組成，提供646伙

## 外部連結
- 九龍建業有限公司